# S 90 (Schiff)
Das Torpedoboot S 90 war das erste bei den Schichau-Werken in Elbing gebaute Große Torpedoboot der Kaiserlichen Marine. Es wurde im Rahmen des Etatjahres 1898 seitens des Reichsmarineamts zusammen mit elf Schwesterbooten bei der Schichau-Werft bestellt. S 90 wurde als Teil des Ostasiatischen Kreuzergeschwaders von 1900 bis 1914 im Rahmen deutscher Kanonenbootpolitik an der chinesischen Küste und auf den innerchinesischen Flüssen eingesetzt und ging 1914 durch Selbstversenkung verloren. Es gehörte zum Typ Großes Torpedoboot 1898.

## Einsatz
Im Zuge der Verstärkung der deutschen und internationalen Kräfte vor der chinesischen Küste auf Grund des Boxeraufstandes entsandte die Kaiserliche Marine drei der neuesten und modernsten Torpedoboote nach Ostasien. Am 26. Juli 1900 liefen die als Lazarettschiff des Ostasiatischen Expeditionskorps vorgesehene Gera des Norddeutschen Lloyd und die Torpedoboote S 90, S 91 und S 92 nach Ostasien aus. Am 6. Oktober 1900 erreichte der kleine Verband Shanghai. Die Torpedoboote unterstützten die Linienschiffsdivision und das Ostasiatische Kreuzergeschwader bei der Überwachung der chinesischen Küste und der Flussmündungen. Nach Beruhigung der Lage in China wurden S 91 und S 92 wieder aus Ostasien abgezogen und traten am 6. März 1902 mit dem Großen Kreuzer Kaiserin Augusta die Heimreise an.

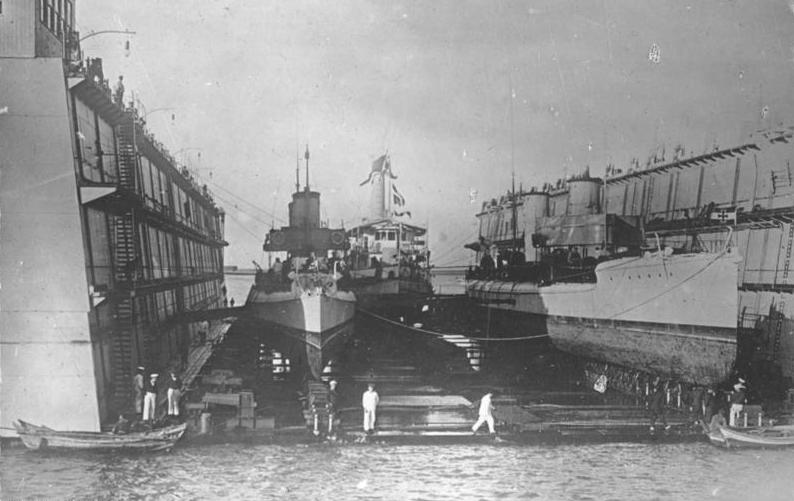
Taku, Vorwärts, S 90 (rechts) im Dock

Das Torpedoboot S 90 wurde neben dem ebenfalls bei Schichau gebauten, ehemals chinesischen Zerstörer Taku als Sicherungsschiff des Stützpunktes Tsingtau und auch im Stationsdienst eingesetzt. Die Schiffe kamen dabei vor allem in den chinesischen Küstengewässern, aber auch auf dem Jangtsekiang zum Einsatz. 1913 fiel die Taku schwer beschädigt durch eine Grundberührung in der Kiautschou-Bucht endgültig aus und auch S 90 war weitgehend aufgebraucht. Die beiden alten Boote sollten daher 1914 durch drei neue Torpedoboote ersetzt werden.

## Endschicksal
S 90 blieb bei Kriegsausbruch in Tsingtau für den Sicherungsdienst des Stützpunktes in Dienst, den sie zusammen mit dem Kanonenboot Iltis versah. Sie sicherte das Auslaufen der Schiffe, die Tsingtau zum Kreuzergeschwader als Versorgungsschiffe oder Verstärkungen (der Kleine Kreuzer Emden, die Hilfskreuzer Prinz Eitel Friedrich und Cormoran) verließen. Ab Mitte August überwachten Schiffe der britischen China Station die Ausgänge von Tsingtau enger und brachten etliche Schiffe auf. Am Abend des 22. August 1914 entdeckte der britische Zerstörer Kennet die patrouillierende und den Minenleger Lauting sichernde S 90 und versuchte, sie abzufangen.:S. 193 S 90 erwiderte das Feuer und lockte die Kennet in den Feuerbereich einer 10,5-cm-Landbatterie, die sofort Treffer erzielte. Als auch noch die Jaguar auslief, drehte die Kennet ab, die drei Tote und sieben Verwundete an Bord hatte und deren Steuerbord-Zwölfpfünder zerstört war.

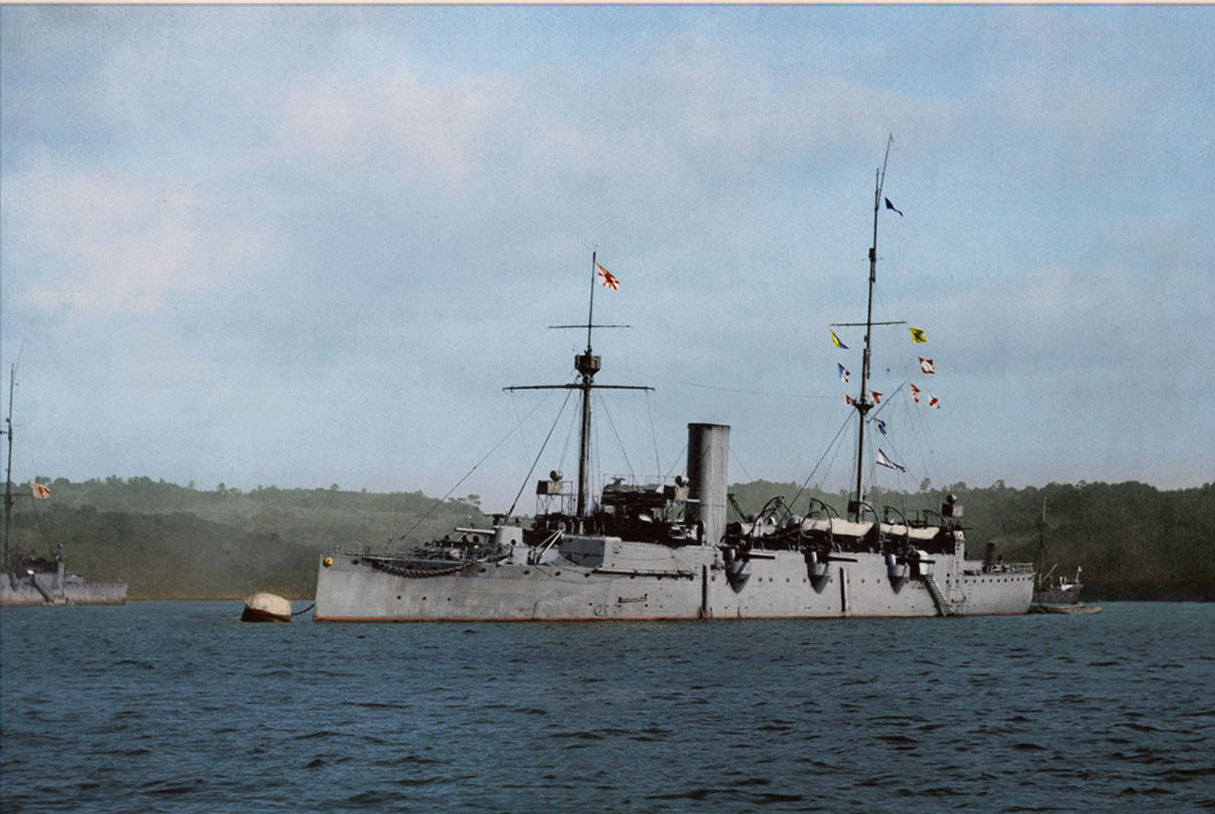
Die Takachiho

Als sich das Ende der Verteidigungsmöglichkeiten der Kolonie abzeichnete, versuchte das Torpedoboot aus einer nächtlichen Überwachungsfahrt heraus, den Überwachungsring der alliierten Schiffe am 17. Oktober 1914 zu durchbrechen. Dabei gelang die Versenkung des alten japanischen Kreuzers Takachiho durch einen Torpedo.:S. 194 Der Kreuzer sank mit 271 Toten – Japans größter Verlust durch Feindeinwirkung im Ersten Weltkrieg.
Da eine erfolgreiche Flucht wegen Brennstoffmangels nicht wahrscheinlich erschien, versenkte der Kommandant, Kapitänleutnant Paul Brunner, das Boot noch in der Nähe Tsingtaus selbst und begab sich mit seiner Besatzung in chinesische Internierung.